# Tosu
Tosu (Japans: 鳥栖市, Tosu-shi) is een Japanse stad in de prefectuur Saga. In 2014 telde de stad 72.133 inwoners. 

## Geschiedenis
Op 1 april 1954 werd Tosu benoemd tot stad (shi). Dit gebeurde na het samenvoegen van Tashiro, Asahi, Fumoto en Kizato.
Steden:
Imari · Kanzaki · Karatsu · Kashima · Ogi · Saga (hoofdstad) · Takeo · Taku · Tosu · Ureshino

Districten:
Fujitsu · Higashimatsuura · Kanzaki · Kishima · Miyaki · Nishimatsuura
Gemeenten per district